# Ladispoli
Ladispoli er en italiensk by (og kommune) i regionen Lazio i Italien, med omkring 40.658(2023) indbyggere. 